# Швидкісна дорога S47 (Польща)
Швидкісна дорога S47 (пол. Droga krajowa nr 47, DK47) — швидкісна дорога була запланована на ділянці національної дороги № 47 між Рабка-Здруй та Закопане.

## Історія
Дорога була включена 29 вересня 2001 року в Постанову Ради міністрів про створення мережі автомагістралей, швидкісних доріг і доріг оборонного значення, запланованих як швидкісна дорога на всій ділянці існуючої DК47. Проект нової дороги не був схвалений жителями сіл уздовж маршруту запланованої інвестиції. У наступній постанові Ради міністрів від 2003 року будівництво швидкісної дороги S47 було припинено.

## Дивись також
- Національна дорога № 47